# Timeless Miracle
I Timeless Miracle (miracolo senza tempo) sono una power metal band svedese fondata nel 2001 dopo aver militato per 6 anni sotto lo pseudonimo di "Trapped". Dopo aver pubblicato tre demo, riescono a debuttare nel 2005 grazie alla Massacre Records con l'album Into The Enchanted Chambers.
Il loro stile è caratterizzato da una spiccata venatura happy e da una commistione di vari gruppi power quali Elvenking, Sonata Arctica, Stratovarius, Gamma Ray, Rhapsody Of Fire

## Formazione

### Formazione attuale
- Mikael Holst - voce, basso
- Fredrik Nilsson - tastiere, chitarre
- Kim Widfors - batteria
- Sten Müller - chitarre

### Ex componenti
- Jaime Salazar - batteria

## Discografia
- In The Year Of Our Lord (Demo 2002)
- The Enchanted Chamber (Demo 2003)
- The Voyage (Demo 2004)
- Into The Enchanted Chamber (2005)
- Under the Moonlight (2008)